# 産業上の利用可能性
特許法において、産業上の利用可能性（さんぎょうじょうのりようかのうせい、industrial applicability）とは、発明が産業に利用できるものであることをいう。発明について特許を受けるための要件の一つである。

## 解釈
発明の産業上の利用可能性をいうときの産業（industry）には、狭い意味の産業すなわち工業だけでなく、商業、農業なども含まれる。医業（医療）は産業に含まれるとする国と、含まれないとする国がある。
発明された物の製造販売や発明された方法の利用が、現在採算がとれないとしても、その発明の産業上の利用可能性は否定されない。
また、発明の物それ自体は、全く個人的にしか利用できないものであっても、それを製造販売する業者が考えられる限りは、その発明は産業上の利用可能性を有する。例えば、玩具それ自体は産業に利用できないものであるとしても、玩具を製造販売する産業が成り立ち得る以上、玩具の発明は産業上の利用可能性を有する。
全く個人的にしか利用できない発明は、産業上の利用可能性がない。例えば玩具の使用方法の発明は、産業上の利用可能性がない発明とされるかもしれない。また、従来知られておらず、したがって用途もなかった化合物の発明は、出願人が少なくとも一つの用途を示さない限り、産業上の利用可能性がないとされる。

## 日本
日本の特許法は、第29条第1項柱書で、発明について特許を受けるには産業上の利用可能性が必要であることを規定している。また、日本国特許庁の『特許・実用新案審査基準』によれば、人を手術、治療または診断する方法の発明は、産業上の利用可能性がないと解するとされている。
なお、人を手術、治療または診断する方法の発明は産業上の利用可能性がないという解釈には無理があるという意見もある(相澤英孝『バイオテクノロジーと特許法』78頁（弘文堂，1994）、中山信弘『工業所有権法（上）特許法』116-117頁（弘文堂，第２版増補版，2000）など。
また、医療行為の特許性に関する裁判例として、東京高判平成14年4月11日がある。)。

## 米国
産業上の利用可能性に相当する規定として、米国特許法101条は、方法、機械、製造物、組成物、またはこれらの新規かつ有用な改良を特許可能な発明として挙げている。
また、医療分野に係る方法全般も特許の対象とされている。ただし、医師等による医療行為には原則として特許権を行使することができない旨が規定されている(米国特許法第287条(c)(1))。

## 欧州
欧州の特許法では、特許を受けるためには発明に産業上の利用可能性が必要である（欧州特許条約第52条(1)）。人や動物の体の処置方法や診断方法は産業上の利用可能性を有する発明ではない（欧州特許条約第52条(4)）。農業を含むいずれかの種類の産業において生産または使用できる発明は、産業上の利用可能性を有する（欧州特許条約第57条）。